# Oscar Martinez
Oscar Martinez  é um personagem fictício da série de televisão estadunidense The Office. Ele aparece em 176 de 188 episódios e é interpretado por Oscar Nunez. Sua contraparte na versão britânica é o contador Oliver.

## Desenvolvimiento
Oscar Martinez é contador na filial da empresa de papel Dunder Mifflin em Scranton, Pensilvânia, desde 1999. No segundo episódio da primeira temporada "Diversity Day", é revelado que ele possui pais mexicanos que imigraram para os Estados Unidos um ano antes de ele nascer. Um homem gay, ele tem sua orientação sexual exposta pelo gerente regional Michael Scott na estreia da terceira temporada, "Gay Witch Hunt". Nunez explicou em uma entrevista de 2008 que o personagem sente diversão, pena e ódio por Michael.
A revelação da sexualidade de Oscar tornou-se, na época, um raro exemplo de um papel na comédia que é abertamente gay. Durante a temporada 2006–2007, a Aliança Gay e Lésbica Contra a Difamação (GLAAD) relatou que ele era o único personagem LGBT negro em uma série regular. Na temporada de 2009–2010, Martinez representou um dos quatro papéis regulares que eram pessoas LGBT negras; em 2010–2011, havia seis, e em 2011–2012, havia cinco.